# Turcs de Macédoine du Nord

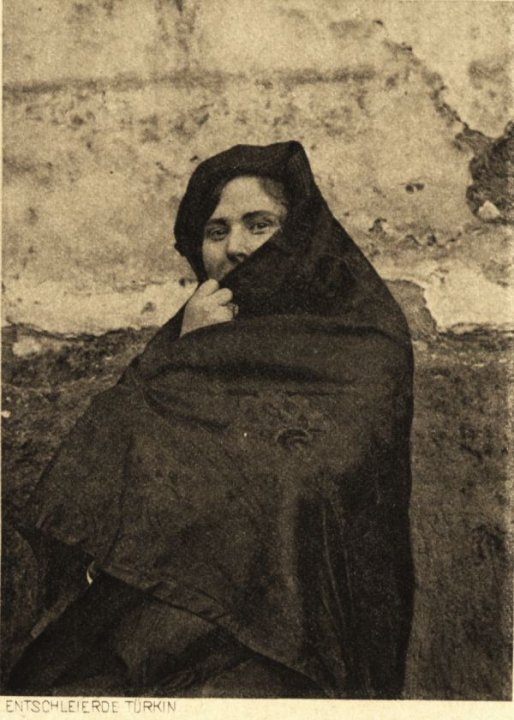
Femme turque de la région d'Ohrid en 1917

Les Turcs de Macédoine forment le troisième groupe ethnique de la Macédoine du Nord, derrière les Macédoniens et les Albanais. Ils représentaient, avec 77 959 personnes, 3,9 % de la population totale du pays en 2002 et sont concentrés principalement dans l'ouest du pays. La plupart sont venus après la conquête turque de l'Empire byzantin au XIVe siècle et ont laissé un important héritage culturel. Depuis que la Macédoine s'est affranchie de l'Empire ottoman au début du XXe siècle, la minorité turque diminue continuellement. Ils sont en majorité dans deux municipalités du pays, Tsentar Joupa et Plasnitsa.

## Histoire
Les premiers Turcs installés en Macédoine du Nord sont les bénéficiaires du timar, système qui fait disparaître la féodalité locale et permet à d'anciens officiers du Sultan de posséder des terres sur lesquelles travaillent d'abord des paysans locaux. Ces derniers fuient cependant les vallées à cause des mouvements fréquents de l'armée et s'installent dans les collines. Afin de les remplacer, les autorités encouragent l'émigration de paysans anatoliens. D'autres Turcs, commerçants, s'établissent peu à peu dans les villes, qui connaissent ainsi un certain essor au cours des XVe et XVIe siècles. Ces villes, Skopje, Bitola, Tetovo ou encore Kratovo, magnifiées dans les récits de voyage d'écrivains turcs comme Evliya Çelebi, gardent de cette époque des mosquées, des hammams, des caravansérails et des quartiers à l'architecture typiquement ottomane. En 1455, Skopje compte 511 foyers musulmans et 339 foyers orthodoxes, et en 1519, 717 foyers musulmans alors que le nombre de foyers orthodoxes est descendu à 302 ; la même année, Bitola compte 750 foyers musulmans et 330 foyers orthodoxes. Seule Vélès conserve une population majoritairement chrétienne avec 247 foyers orthodoxes contre seulement 42 foyers musulmans.

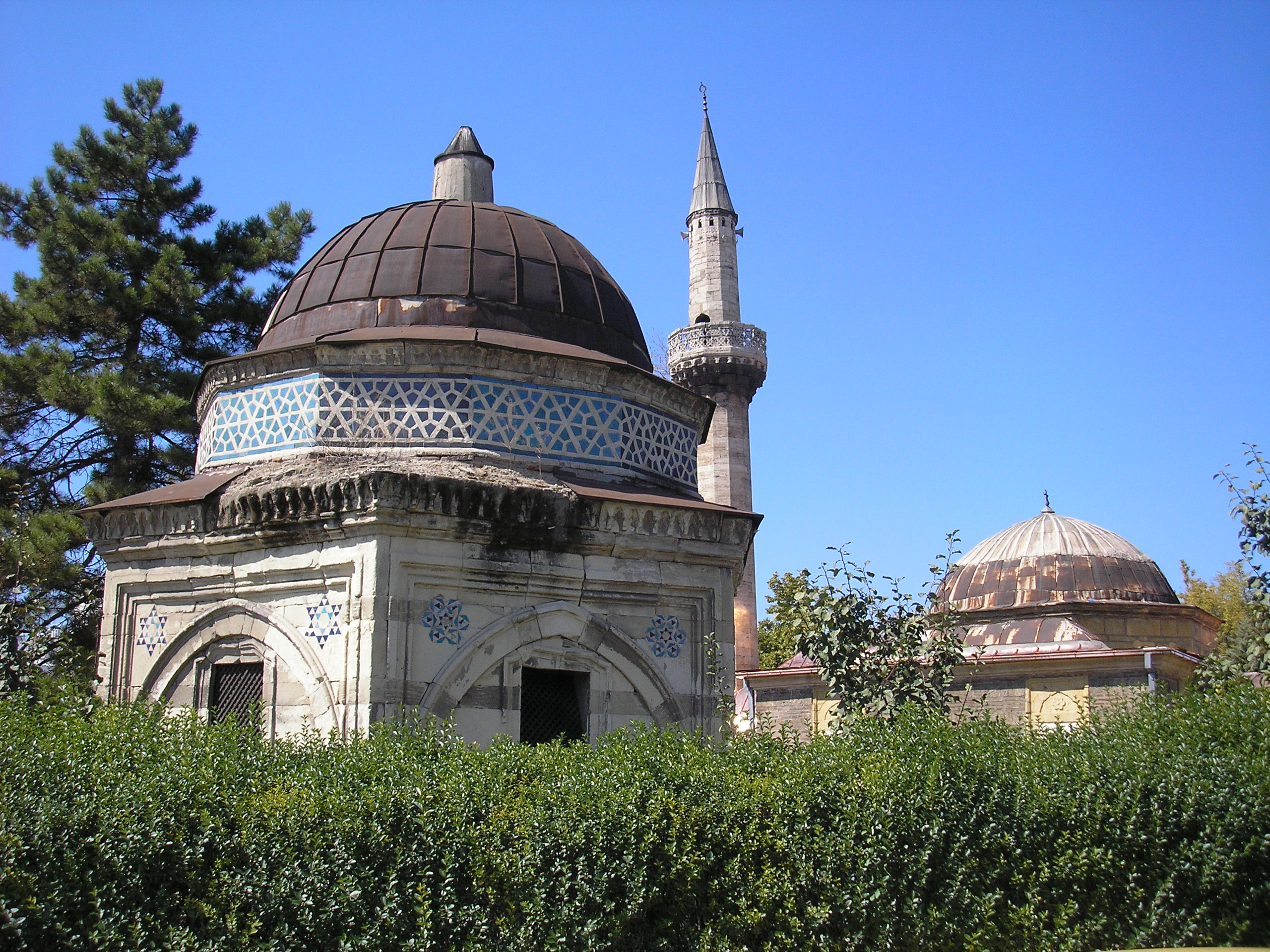
Une mosquée ottomane à Skopje

À l'époque ottomane, les relations entre colons turcs et autochtones slaves sont souvent difficiles, et les haïdouks, bandes de Slaves armés, s'attaquent périodiquement aux villes ainsi qu'aux caravanes de marchands. D'ailleurs, au cours de la guerre austro-turque, les haïdouks se joignent aux Autrichiens et organisent un grand soulèvement qui permet notamment aux Autrichiens de prendre brièvement Skopje en 1689. Au XVIIIe siècle, la situation s'envenime et conduit à la naissance du nationalisme macédonien. L'Empire ottoman est en déclin et les Slaves s'installent progressivement dans les villes. Les seigneurs turcs locaux profitent de l'affaiblissement du pouvoir pour terroriser les populations rurales slaves.
Au XIXe siècle, l'Empire ottoman poursuit son déclin, la Macédoine reçoit de plus en plus l'influence occidentale et les Slaves macédoniens organisent divers soulèvements autonomistes, encouragés par les indépendances serbe, grecque et bulgare. La révolution des Jeunes-Turcs, en 1908, permet la mise en place d'une constitution et entraîne des mouvements d'euphorie parmi tous les groupes ethniques de Macédoine. Selon l'Encyclopædia Britannica de 1911, il y a alors environ 2 200 000 habitants en Macédoine (au sens large) dont 500 000 Turcs.

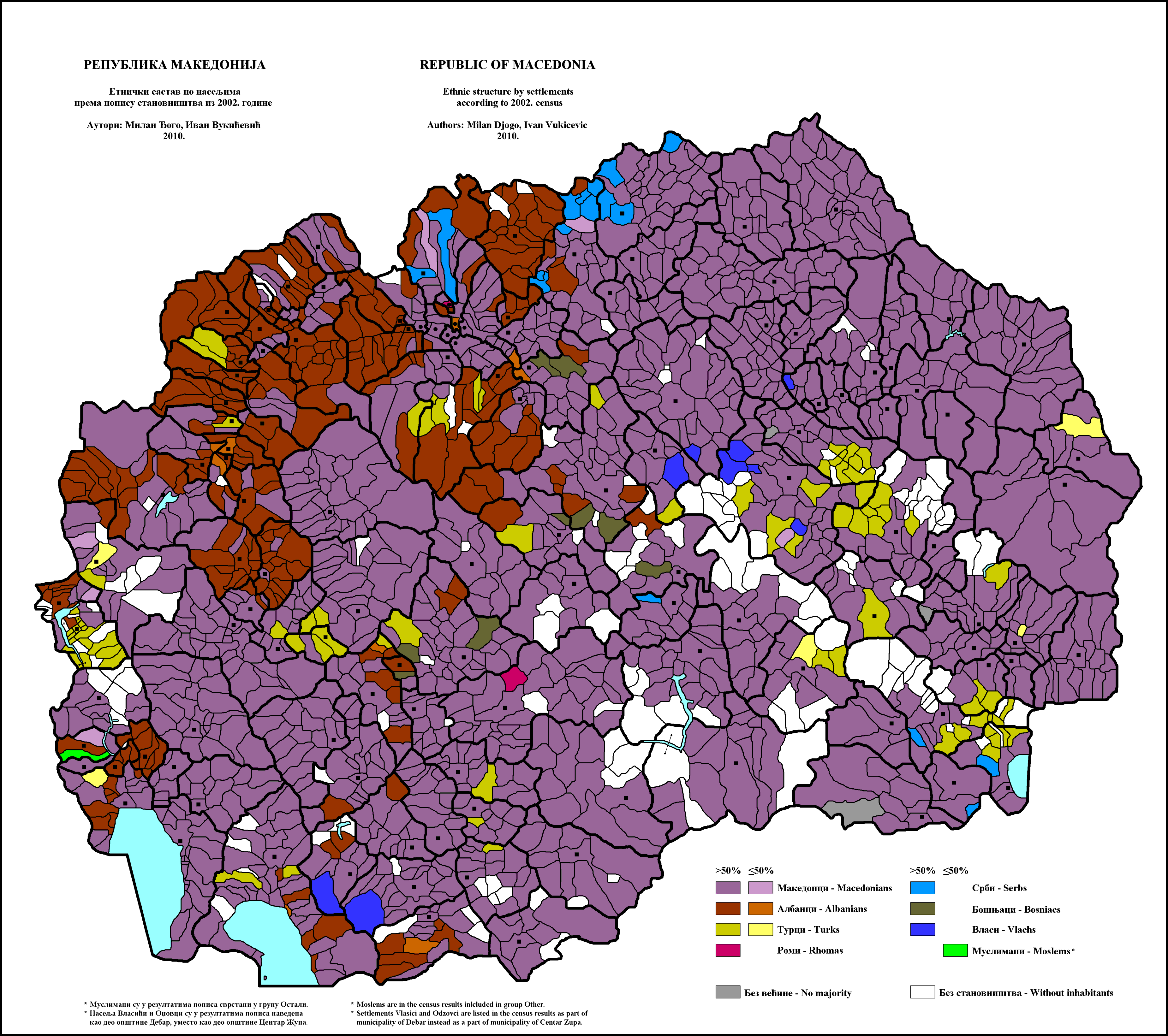
Carte ethnique de la République de Macédoine selon le recensement de 2002. Les Turcs sont majoritaires dans les zones en jaune.

En 1913, à la suite de la Première Guerre balkanique que les Turcs perdent contre la Bulgarie, la Grèce et la Serbie, la Macédoine quitte l'Empire ottoman et elle est partagée entre les vainqueurs. C'est la Serbie qui annexe l'actuel territoire de la Macédoine du Nord. Les Serbes colonisent rapidement la région, et ils se réapproprient les terres abandonnées par les Turcs retournés dans leur pays. En 1948, la nouvelle République socialiste de Macédoine organise son premier recensement, il fait état de 95 940 Turcs, sur une population totale de 1 152 986 habitants. Le régime communiste les considère comme une nationalité et ils possèdent leurs écoles et leurs institutions culturelles. Leur nombre baisse toutefois en permanence, notamment à cause de l'émigration de 80 000 d'entre eux vers la Turquie entre 1953 et 1966. 
Lors de son indépendance en 1991, la Macédoine du Nord conserve les droits minoritaires, qui sont inscrits dans la Constitution. Les Turcs possèdent aujourd'hui encore leurs écoles et leurs médias. Ils sont plutôt discrets et quasiment absents de la scène politique ; la Macédoine entretient en outre des relations diplomatiques chaleureuses avec la Turquie. 